# Doren (gmina)
Doren – gmina w Austrii, w kraju związkowym Vorarlberg, w powiecie Bregencja. Liczyła 1014 mieszkańców (1 stycznia 2015).